# Sébastien Godefroid
Sébastien Godefroid, född den 19 mars 1971 i Antwerpen, är en belgisk seglare.
Han tog OS-silver i finnjolle i samband med de olympiska seglingstävlingarna 1996 i Atlanta.